# Traque-la-mort
Traque la mort est un roman de science-fiction de Serge Brussolo, publié en 1982, aux Éditions Jean-Claude Lattès.